# Braniewo
Braniewo (en allemand : Braunsberg) est une commune du Nord de la Pologne, dans la voïvodie de Varmie-Mazurie, capitale du powiat de Braniewo. Située sur la Pasłęka, à quelques kilomètres de la lagune de la Vistule.

## Histoire
Fondée par les chevaliers Teutoniques au milieu du XIIIe siècle, sous le nom allemand de Braunsberg, elle fut sous la vassalité polonaise de 1466 à 1772, date de son rattachement au royaume de Prusse. De 1773 à 1818, Braunsberg est le chef-lieu de l'arrondissement de Braunsberg. Elle est l'une des villes principales de la province de Prusse-Orientale, jusqu’à son annexion à la Pologne en 1945, à l'issue de la Seconde Guerre mondiale.

## Transports
Elle dispose de la gare de Braniewo, ouverte aux voyageurs et aux marchandises.

## Personnages célèbres
- Régine Protmann (1552-1613), religieuse fondatrice de la congrégation de Sainte-Catherine
- Heinrich Bronsart von Schellendorff (1803-1874), général prussien
- Rainer Barzel (1924-2006), homme politique allemand
- Albert von Barnekow (1809-1895), général Prussien guerre de 1870. Bataille de  Dury

## Galerie

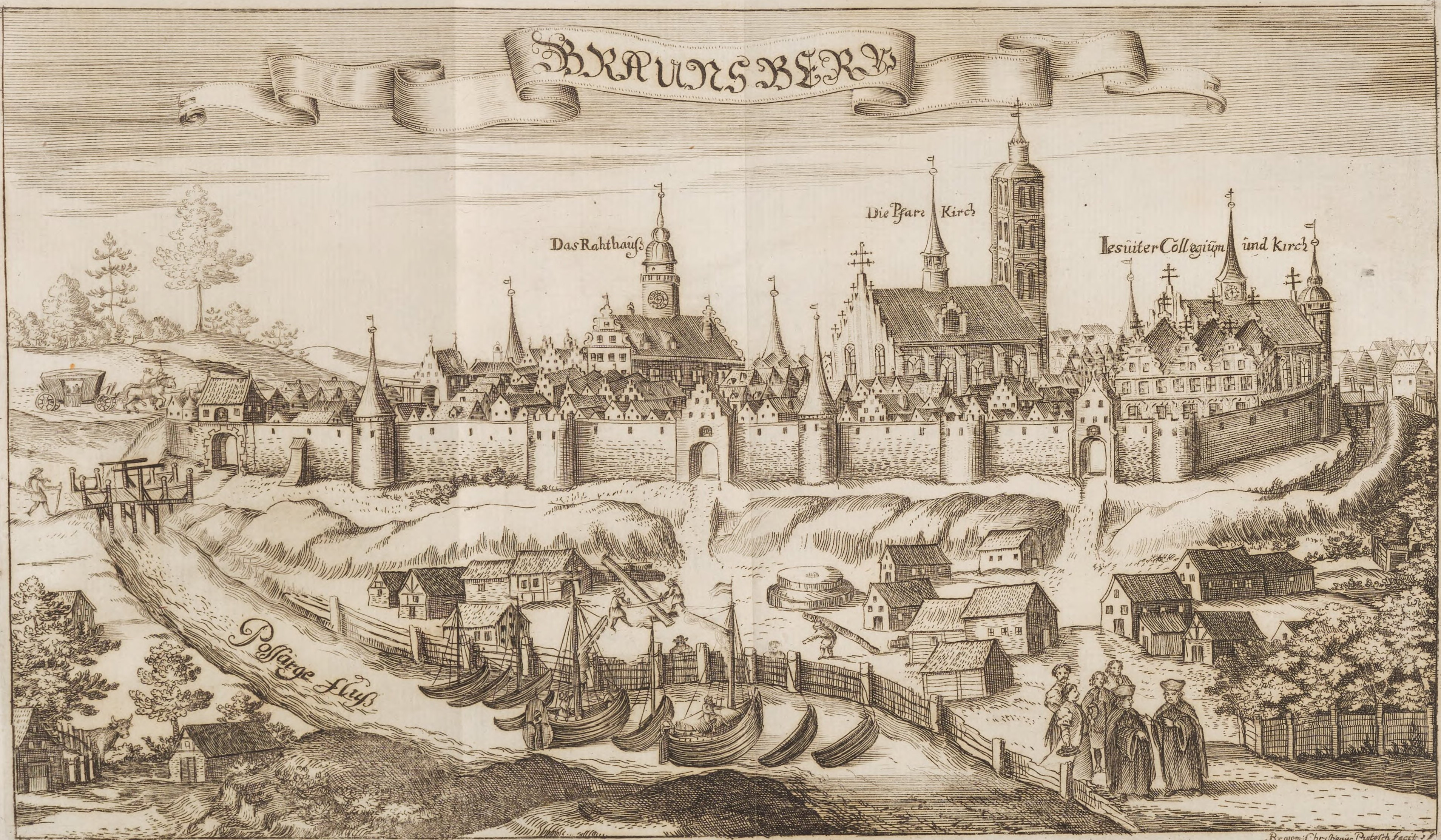
La ville en 1684.
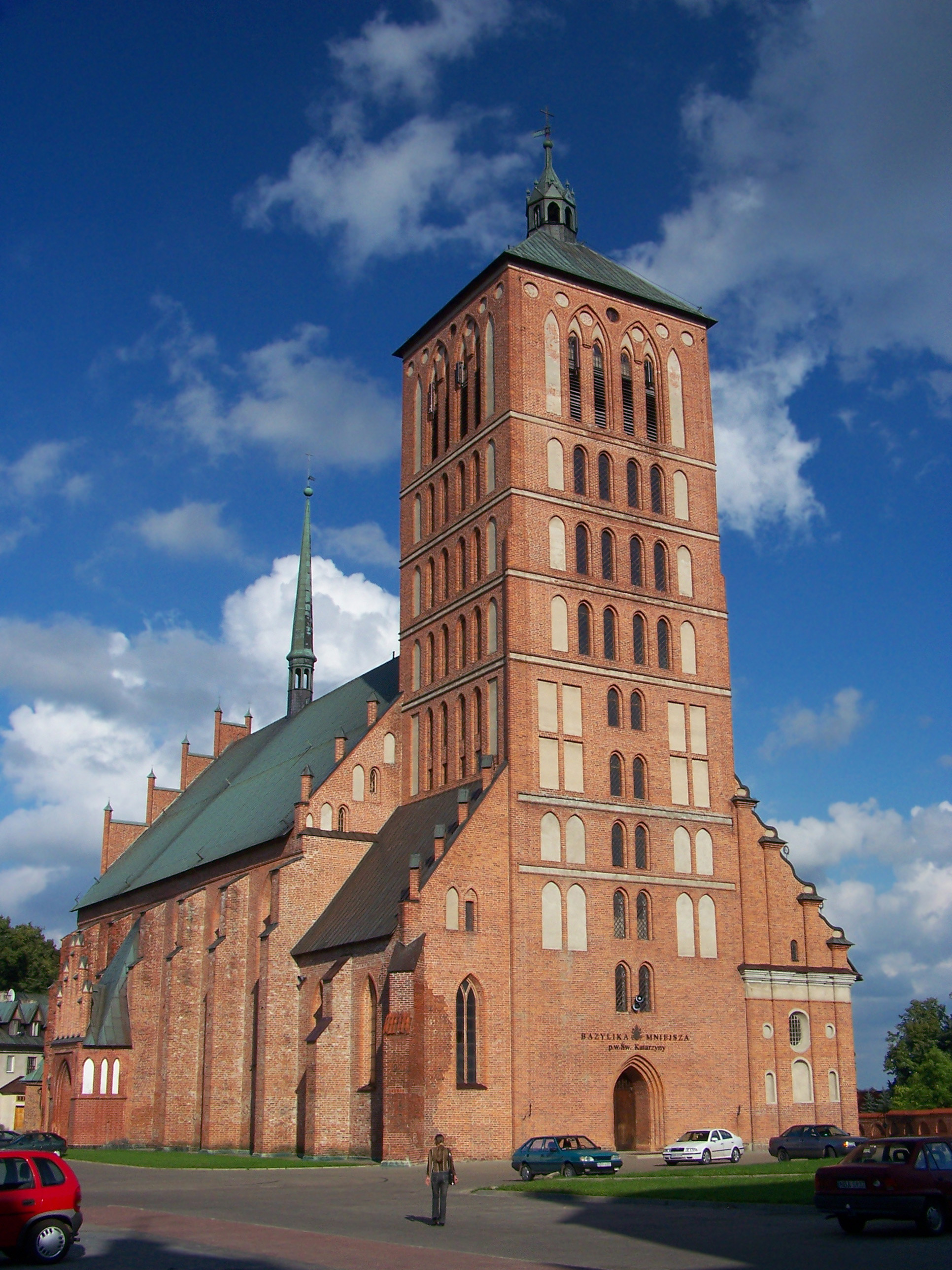
La basilique Sainte-Catherine-d'Alexandrie (de).
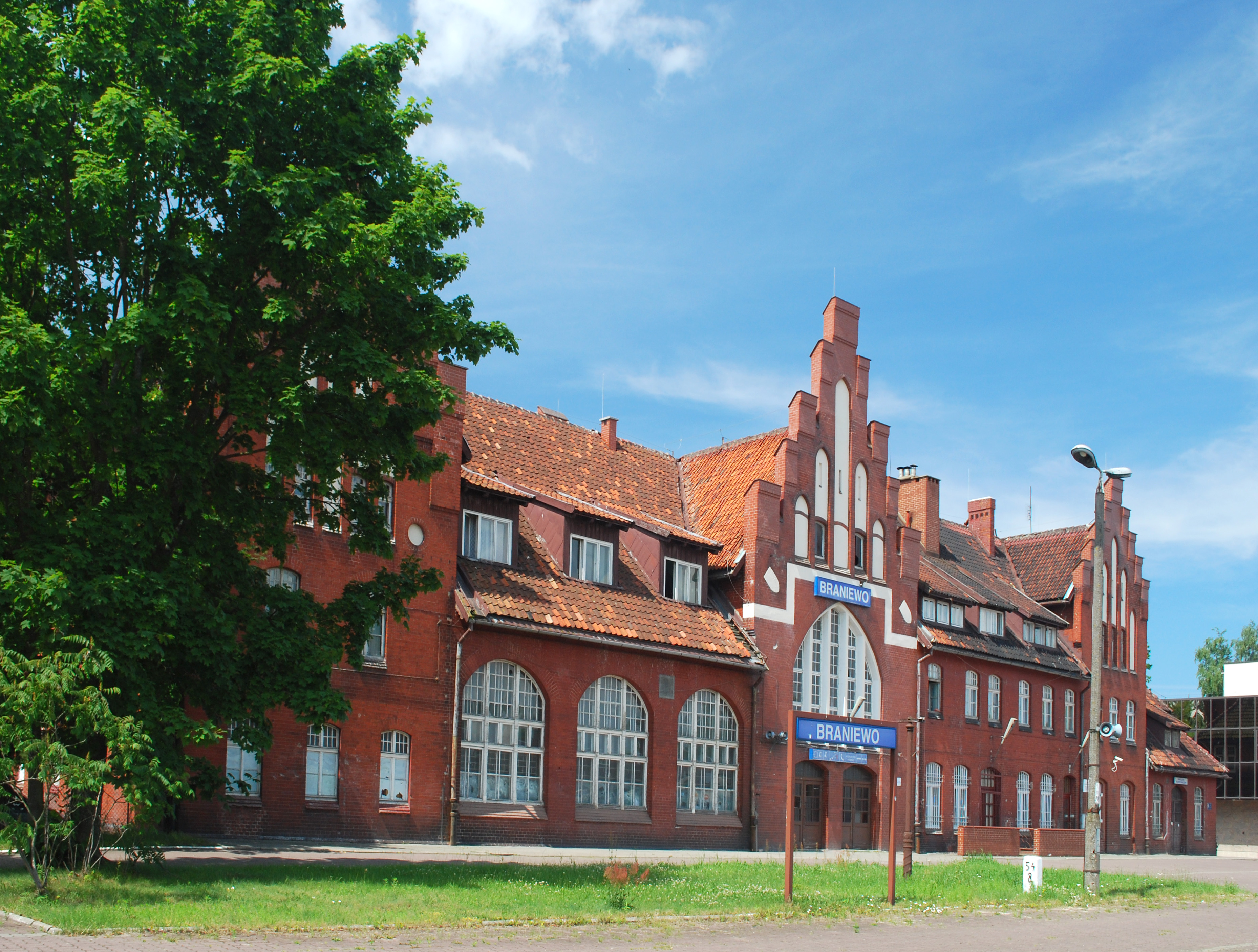
L'arrière de la gare de Braniewo.